# ORP Conrad
ORP Conrad, poprzednio HMS Danae – polski lekki krążownik otrzymany po stracie ORP Dragon, uprzednio i następnie brytyjski HMS „Danae” typu D. Nosił numery taktyczne I44 i D44, 

## Historia
Stępkę pod pierwszy krążownik nowego typu Danae położono 1 grudnia 1916 w stoczni Armstrong Whitworth w Walker-on-Tyne, zwodowano zaś 26 stycznia 1918 roku. Był to − w chwili zakończenia I wojny światowej − jeden z najszybszych krążowników na świecie. Napędzany przez dwie turbiny parowe Brown-Curtis o mocy 39 500 Km, mógł rozwinąć prędkość 29 w. Zbiorniki o pojemności 1060 ton oleju napędowego pozwalały na przebycie 1480 Mm z prędkością 29 w. i 6700 Mm z prędkością 10 w. Okręt był opancerzony na burtach i stanowisku dowodzenia blachami stalowymi o grubości 76 mm, na zbiornikach paliwa i komorach amunicyjnych 57 mm, a na pokładzie głównym 25 mm.
Otrzymał numer taktyczny (nie malowany) I44, zmieniony w 1940 roku na D44. Włączony w ostatnich miesiącach wojny do stacjonującego w Harwich 5 Dywizjonu Krążowników Lekkich, wziął udział w kilku patrolach na Morzu Północnym, a w roku następnym na Bałtyku, gdzie wraz z siostrzanymi krążownikami HMS Dragon i HMS Dauntless wspierał Białych walczących z bolszewikami podczas wojny domowej w Rosji, jak również strzegł polskich interesów w porcie w Gdańsku.

### Dookoła świata

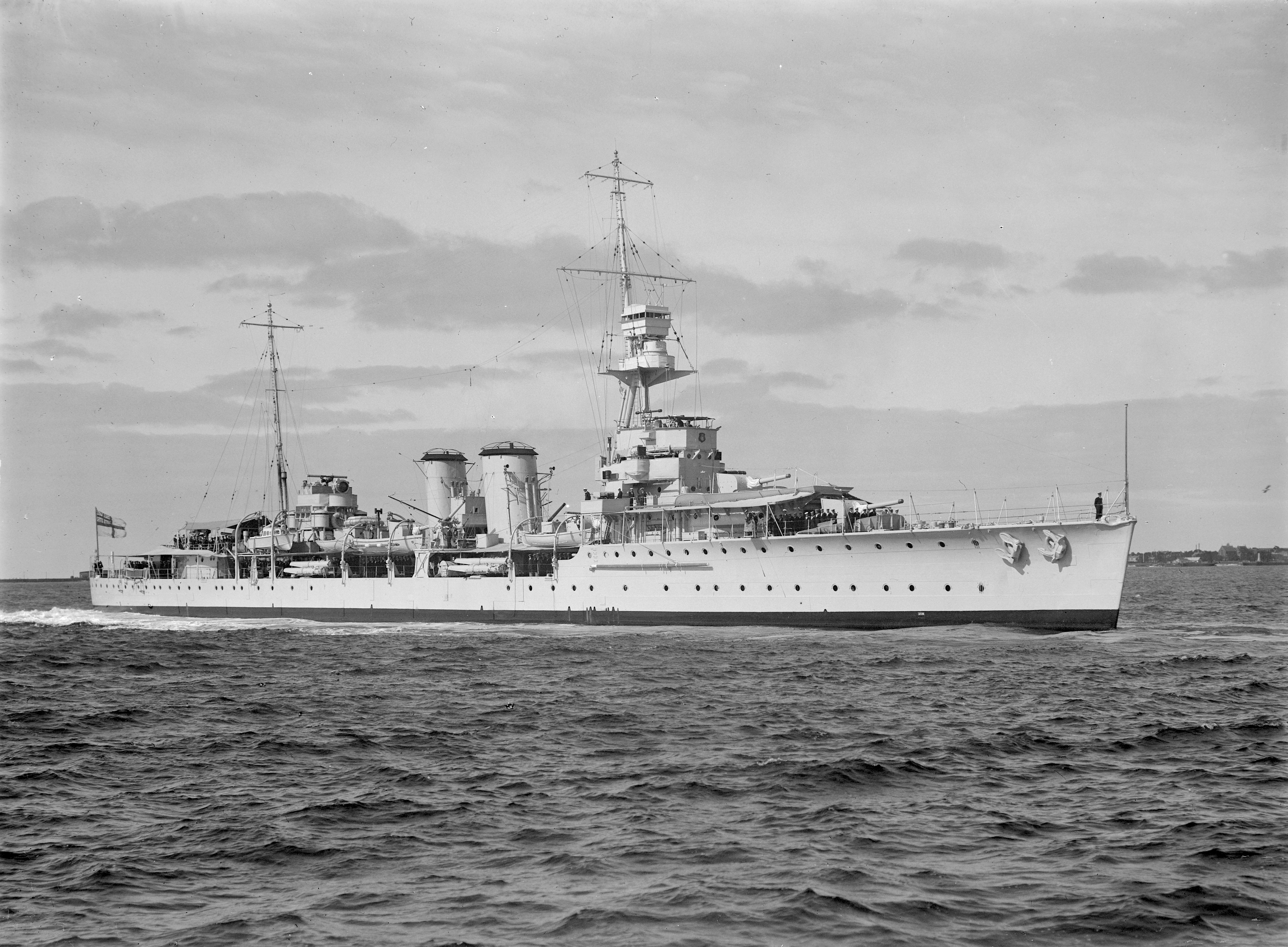
HMS Danae w roku 1937

W roku 1923 HMS Danae wszedł w skład Specjalnego Dywizjonu Royal Navy, flotylli utworzonej dla celów propagandowych. Flotylla składała się z pancerników HMS Hood i Repulse, krążowników Delhi, Dragon, Dauntless i Dunedin oraz dziewięciu innych okrętów (w większości niszczycieli). Dywizjon opuścił 27 listopada Devonport i skierował się do Freetown w Sierra Leone. Następnie odwiedził Kapsztad, Port Elizabeth, East London i Durban, dokąd przybył ostatniego dnia roku. Następnego dnia okręty wyruszyły do Zanzibaru, po czym odwiedziły Trincomalee, Singapur, Albany, Adelaide, Melbourne, Hobart i Sydney, skąd popłynęły do Wellington na Nowej Zelandii. 16 maja flotylla złożyła krótką wizytę w portach Suva i Samara na Fidżi, 6 czerwca przybyła do Honolulu, 25 czerwca do Victorii i Vancouveru, a następnie do San Francisco, gdzie okręty zatrzymały się do 11 lipca 1924 roku. Tam flotylla rozdzieliła się i krążowniki lekkie ruszyły w drogę powrotną do Anglii przez Kanał Panamski, odwiedzając kilka portów w Ameryce Środkowej i na Karaibach.
W latach 1927–1929 Danae służył w 1 Dywizjonie Krążowników na Morzu Śródziemnym, po czym wrócił do Wielkiej Brytanii na remont kapitalny i modernizację. Do służby powrócił w roku 1930 i został dołączony do 8 Dywizjonu Krążowników stacjonującego w Brytyjskich Indiach Zachodnich. W 1935 roku, po wybuchu II wojny chińsko-japońskiej, eskortował konwoje z Szanghaju do Hongkongu i został ostrzelany przez okręty floty japońskiej.

### II wojna światowa
W lipcu 1939 roku Danae wszedł w skład 9 Dywizjonu Krążowników, który od października operował na południowym Atlantyku i Oceanie Indyjskim. 23 marca 1940 roku wszedł w skład Malajskiego Zespołu Uderzeniowego biorąc udział w patrolowaniu wód okalających Holenderskie Indie Wschodnie i Półwysep Malajski. Od 20 stycznia pełnił służbę eskortową na Morzu Żółtym i pomiędzy Indiami Holenderskimi i Cejlonem. 24 lutego 1941 roku przybył do Batawii, a następnie do Colombo, skąd został skierowany do Cape Town na remont.
Do służby powrócił w lipcu 1943 roku, po spędzeniu 11 miesięcy w stoczni. W marcu roku 1944 powrócił do Wielkiej Brytanii i wszedł w skład 1 Dywizjonu Krążowników. Tuż przed lądowaniem w Normandii wraz z wieloma innymi okrętami prowadził przygotowawczy ostrzał artyleryjski plaży Sword. W lipcu dywizjon został skierowany w rejon Ouistreham, by w sierpniu powrócić do Wielkiej Brytanii. Wycofany z czynnej służby, Danae został przekształcony w hulk mieszkalny w porcie Plymouth.

## Dzieje okrętu w Polskiej Marynarce Wojennej

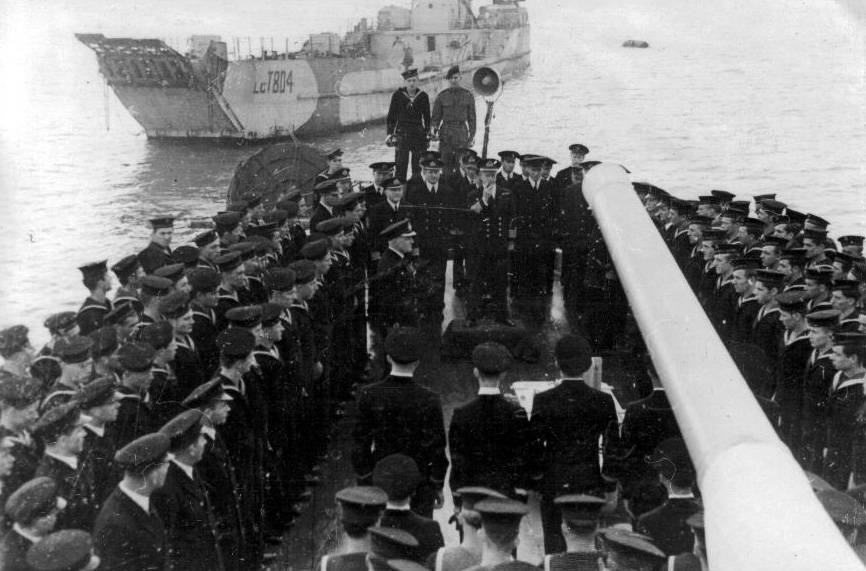
Podniesienie polskiej bandery, 4 października 1944

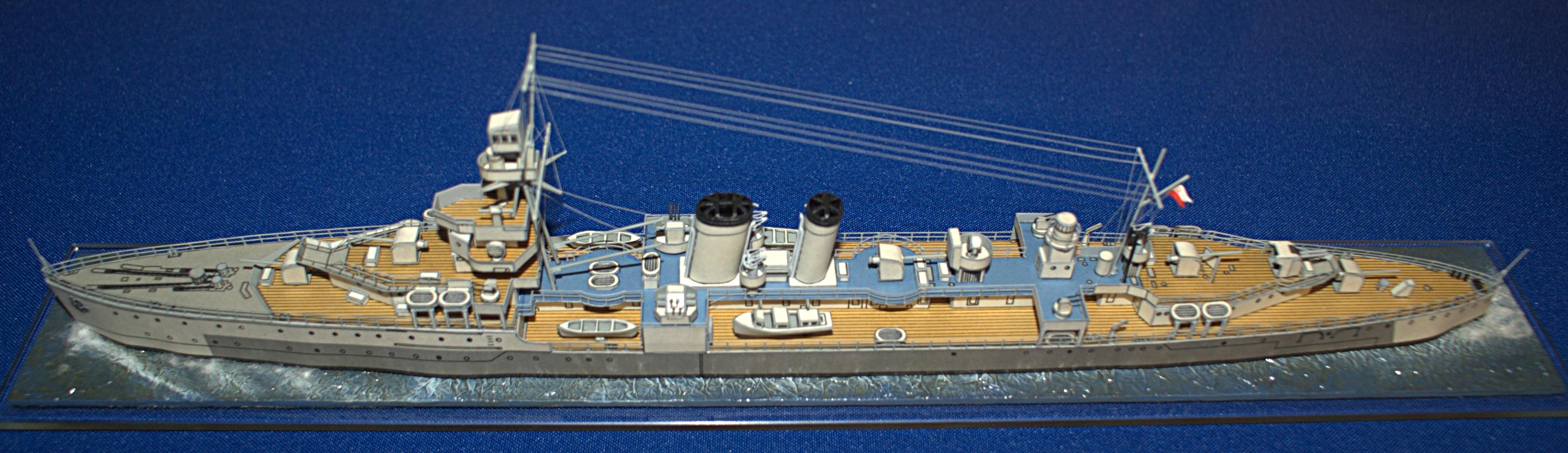
Model okrętu

ORP „Conrad” przekazany został Polskiej Marynarce Wojennej w miejsce utraconego 8 lipca 1944 krążownika ORP Dragon. Był okrętem tego samego typu, a obsadzony został marynarzami z „Dragona”, nowa załoga okrętu nie musiała więc odbywać przeszkolenia przed rozpoczęciem na nim służby.
Początkowo okręt planowano nazwać ORP „Wilno” bądź ORP „Lwów”. Nie stało się tak jednak ze względów politycznych (brytyjskie władze obawiały się sprowokowania tą nazwą władz ZSRR). Ostatecznie zdecydowano się nadać mu pod tym względem neutralną politycznie nazwę ORP „Conrad”. Nazwą tą uczczono pamięć angielskiego pisarza urodzonego w Polsce, Josepha Conrada (właściwie Józefa Konrada Korzeniowskiego), którego utwory przeważnie związane były z morzem. Imię okrętu nawiązywało w ten sposób do polsko-brytyjskiej współpracy na morzu.
Przejęcia okrętu w imieniu PMW, w dniu 4 października 1944 r., dokonał komandor Karol Korytowski, a pierwszym dowódcą został komandor Stanisław Dzienisiewicz – ostatni dowódca ORP Dragon. Pod polską banderą okręt nie wziął udziału w żadnej akcji bojowej z powodu zbliżającej się ku końcowi II wojny światowej w Europie (maj 1945). Skierowano go do patrolowania północno-wschodnich obszarów Atlantyku, a następnie przez tydzień, od 7 do 14 czerwca 1945 r., pełnił dyżur nadzorujący w bazie Kriegsmarine − Wilhelmshaven, zajętej w ostatnich dniach wojny przez 1 Dywizję Pancerną generała Stanisława Maczka.
28 września 1946 roku o godzinie 15.15 opuszczono polską banderę i przekazano okręt Royal Navy. Powrócono do dawnej nazwy HMS „Danae” i skierowano do rezerwy w Falmouth, a 27 marca 1948 roku rozpoczęto złomowanie w Barrow.

### Dowódcy
- komandor Stanisław Dzienisiewicz
- komandor porucznik Romuald Nałęcz-Tymiński

## Inne jednostki o podobnej nazwie
- „Joseph Conrad” – fregata